# Aleksander Polanowski
Aleksander Polanowski (? - Varsovia, 24 de abril de 1687)  también conocidos como los Húsares alados polacos, Gran Maestre de la Real Despensa (algo así como Secretario de Agricultura de la Corona) desde 1678 y Gran Portaestandarte Real desde 1685 (el Gran Portaestandarte de la Corona en esa época no era meramente un abanderado sino , además del cargo protocolar (cortesano) , era el cuarto oficial general en la línea del comandando militar después del Rey, el Hetman Wielki (Comandante en Jefe de los Ejércitos, o Generalísimo) y el Hetman Polny (Comandante de Campo o Capitán General).

BlasónPobóg

La carrera militar de Alejandro Polanowski comenzó probablemente durante el atroz levantamiento cosaco de Bohdán Jmelnytsky. En 1656 participó en la guerra contra los suecos, luchando en las batallas de Prostki y Filipów. En los años 1657-1659, junto con el Hetman (Capitán General) polaco Esteban Czarniecki fue enviado en Pomerania Occidental y Dinamarca. Probablemente comandó las divisiones del ala derecha de Czarniecki en la batalla de Polonka, el 27 de junio de 1660. También participó activamente en las campañas de Ucrania. Participó en las batallas de Lyubar y Słobodyszcze. En el otoño de 1663 bajo el mando del Rey de Polonia, Gran Duque de Lituania y Heredero Legítimo Rey de Suecia Juan II Casimiro Vasa tomó parte en la expedición a Dniprovsky. Al principio, desertó al campo del príncipe Jerzy Sebastian Lubomirski opuesto políticamente al último rey Vasa (opuesto a los intentos supuestamente monárquico-absolutistas de este Rey). Más tarde regresó al terreno de su legítimo Rey y Señor y comandó las tropas en la batalla contra los rebeldes anti absolutistas de Lubomirski en las inmediaciones de Czestochowa.
Tras el final de la rebelión de Lubomirski, Aleksander Polanowski entró al servicio de la Corona nuevamente. Convertido en Hetman (General) a las órdenes de Juan Sobieski (futuro Rey-Electo como Juan III Sobieski, quien durante las elecciones libres de 1669 fuera el principal candidato para la Corona de Polonia y por lo tanto para el conjunto de República de las Dos Naciones o Mancomunidad polaco-lituana (que son hoy en día Polonia, Lituania, Bielorrusia, Ucrania, Letonia, etc). Participó en la expedición a Hajec, al mando del ala izquierda del ejército polaco. En los años 1671-1676 luchó contra las tropas turcas y tártaras, participó en la expedición a Bratslav, y la lucha contra los tártaros en la campaña de Chocimska. En agosto de 1683 trató de intervenir en la Batalla de Viena, pero durante el difícil cruce de las montañas de Tarnów se enfermó gravemente y tuvo que regresar a su tierra natal. Razón por la cual debió renunciar a sus cargos militares, no obstante, como recompensa por su carrera militar al servicio de la Corona se le adjudicaron los impuestos e ingresos de las minas de sal de Cracovia, (ver Minas de sal de Wieliczka y Mina de sal de Bochnia, concedidas a él y de por vida (por su lealtad, claro está) por el Rey de Polonia (Juan III Sobieski).
- Datos: Q9145886